# Donny Osmond
Donny Osmond, nome artístico de Donald Clark Osmond, (Ogden, 9 de dezembro de 1957) é um cantor, apresentador de televisão e ator americano. É conhecido pela dupla que fez com sua irmã (Donny & Marie) e por ter atuado como protagonista no teatro musical Joseph and the Amazing Technicolor Dreamcoat.
Donny é portador de Situs inversus.

## Discografia

### Álbuns de estúdio
| Ano                                                                    | Detalhes                                                                    | Máximas posições nas paradas | Máximas posições nas paradas | Máximas posições nas paradas | Certificações americanas |
| Ano                                                                    | Detalhes                                                                    | EUA                          | Can                          | RU                           | Certificações americanas |
| ---------------------------------------------------------------------- | --------------------------------------------------------------------------- | ---------------------------- | ---------------------------- | ---------------------------- | ------------------------ |
| 1971                                                                   | The Donny Osmond Album - Gravadora: MGM                                     | 13                           | 2                            | —                            | Ouro                     |
| 1971                                                                   | To You, with Love - Gravadora: MGM                                          | 12                           | 31                           | —                            | Ouro                     |
| 1972                                                                   | Portrait of Donny - Gravadora: MGM                                          | 6                            | 5                            | 5                            | Ouro                     |
| 1972                                                                   | Too Young - Gravadora: MGM                                                  | 11                           | 12                           | 7                            | Ouro                     |
| 1972                                                                   | My Best to You - Gravadora: MGM                                             | 29                           | —                            | —                            | Ouro                     |
| 1973                                                                   | Alone Together - Gravadora: MGM                                             | 26                           | 22                           | 6                            | —                        |
| 1973                                                                   | A Time for Us - Gravadora: MGM                                              | 58                           | 65                           | 4                            | —                        |
| 1974                                                                   | Donny - Gravadora: MGM                                                      | 57                           | 65                           | 16                           | —                        |
| 1976                                                                   | Disco Train - Gravadora: Polydor                                            | 145                          | —                            | 59                           | —                        |
| 1977                                                                   | Donald Clark Osmond - Gravadora: Polydor                                    | 169                          | —                            | —                            | —                        |
| 1989                                                                   | Donny Osmond - Gravadora: Capitol                                           | 54                           | 61                           | —                            | —                        |
| 1990                                                                   | Eyes Don't Lie - Gravadora: Capitol                                         | 177                          | —                            | —                            | —                        |
| 2001                                                                   | This is the Moment - Lançado: 6 de fevereiro de 2001 - Gravadora: Universal | 64                           | —                            | 10                           | —                        |
| 2002                                                                   | Somewhere in Time - Gravadora: Decca                                        | —                            | —                            | 12                           | —                        |
| 2005                                                                   | What I Meant to Say - Gravadora: Universal                                  | 137                          | —                            | 26                           | —                        |
| 2007                                                                   | Love Songs of the 70s - Gravadora: Decca                                    | 27                           | —                            | 7                            | —                        |
| "—" indica que o álbum não alcançou as paradas ou não foi certificado. |                                                                             |                              |                              |                              |                          |

### Colaborações com Marie Osmond
| Ano                                                                    | Detalhes                                                                          | Máximas posições | Máximas posições | Certificações americanas |
| Ano                                                                    | Detalhes                                                                          | EUA              | Can              | Certificações americanas |
| ---------------------------------------------------------------------- | --------------------------------------------------------------------------------- | ---------------- | ---------------- | ------------------------ |
| 1974                                                                   | I'm Leaving It All Up to You - Gravadora: MGM/Knob                                | 35               | 4                | Ouro                     |
| 1975                                                                   | Make the World Go Away - Label: MGM/Knob                                          | 133              | —                | —                        |
| 1976                                                                   | Donny & Marie: com canções do programa televisivo deles - Gravadora: Polydor/Curb | 60               | 48               | Ouro                     |
| 1976                                                                   | New Season - Gravadora: Polydor/Curb                                              | 85               | —                | Ouro                     |
| 1978                                                                   | Winning Combination - Gravadora: Polydor/Curb                                     | 99               | —                | —                        |
| 1978                                                                   | Goin' Coconuts (trilha sonora) - Gravadora: Polydor/Curb                          | 98               | —                | Ouro                     |
| "—" indica que o álbum não alcançou as paradas ou não foi certificado. |                                                                                   |                  |                  |                          |

### Coletâneas
| Ano                                                                    | Detalhes                                                             | Máximas colocações | Máximas colocações |
| Ano                                                                    | Detalhes                                                             | Can                | RU                 |
| ---------------------------------------------------------------------- | -------------------------------------------------------------------- | ------------------ | ------------------ |
| 1973                                                                   | Superstar - Gravadora: K-Tel                                         | 9                  | —                  |
| 1992                                                                   | Greatest Hits - Gravadora: Curb                                      | —                  | —                  |
| 1994                                                                   | The Best of Donny Osmond - Gravadora: Capitol/Curb                   | —                  | —                  |
| 1995                                                                   | 25 Hits Special Collection - Gravadora: Curb                         | —                  | —                  |
| 1997                                                                   | Christmas at Home - Gravadora: Sony                                  | —                  | —                  |
| 2002                                                                   | 20th Century Masters: The Best of Donny Osmond - Gravadora: Polydor  | —                  | —                  |
| 2002                                                                   | 20th Century Masters: The Best of Donny & Marie - Gravadora: Polydor | —                  | —                  |
| 2008                                                                   | From Donny...with Love - Gravadora: Universal Classics               | —                  | 8                  |
| "—" indica que o álbum não alcançou as paradas ou não foi certificado. |                                                                      |                    |                    |

### Singles
| Ano                                              | Single                                 | Máximas posições nas paradas | Máximas posições nas paradas | Máximas posições nas paradas | Álbum                         |
| Ano                                              | Single                                 | EUA                          | Adult Conteporary dos EUA    | RU                           | Álbum                         |
| ------------------------------------------------ | -------------------------------------- | ---------------------------- | ---------------------------- | ---------------------------- | ----------------------------- |
| 1971                                             | "Sweet and Innocent"                   | 7                            | —                            | —                            | The Donny Osmond Album        |
| 1971                                             | "Go Away Little Girl"                  | 1                            | 14                           | —                            | Donny Osmond to You with Love |
| 1971                                             | "Hey Girl/I Knew You When"             | 9                            | 21                           | —                            | The Donny Osmond Album        |
| 1972                                             | "Puppy Love"                           | 3                            | —                            | 1                            | Portrait of Donny             |
| 1972                                             | "Too Young"                            | 13                           | 23                           | 5                            | Too Young                     |
| 1972                                             | "Why/Lonely Boy"                       | 13                           | 19                           | 3                            | Too Young                     |
| 1973                                             | "The Twelfth of Never"                 | 8                            | 7                            | 1                            | Alone Together                |
| 1973                                             | "Young Love"                           | 25                           | 26                           | 1                            | Alone Together                |
| 1973                                             | "A Million to One"                     | 23                           | —                            | —                            | single only                   |
| 1973                                             | "When I Fall in Love"                  | 55                           | 31                           | 4                            | A Time for Us                 |
| 1973                                             | "Are You Lonesome Tonight"             | 14                           | —                            | —                            | A Time for Us                 |
| 1974                                             | "Where Did All the Good Times Go"      | —                            | —                            | 18                           | Donny                         |
| 1975                                             | "I Have a Dream"                       | 50                           | 45                           | —                            | Donny                         |
| 1976                                             | "C'mon Marianne"                       | 38                           | 25                           | —                            | Disco Train                   |
| 1976                                             | "(You've Got Me) Dangling on a String" | 109                          | —                            | —                            | Donald Clark Osmond           |
| 1987                                             | "I'm in It for Love"                   | —                            | —                            | 70                           | single only                   |
| 1988                                             | "Soldier of Love"                      | 2                            | 20                           | 29                           | Donny Osmond                  |
| 1988                                             | "If It's Love That You Want"           | —                            | —                            | 70                           | Donny Osmond                  |
| 1989                                             | "Sacred Emotion"                       | 13                           | 4                            | —                            | Donny Osmond                  |
| 1989                                             | "Hold on"                              | 73                           | —                            | —                            | Donny Osmond                  |
| 1990                                             | "I'll Be Good to You"                  | —                            | 10                           | —                            | Donny Osmond                  |
| 1990                                             | "My Love Is a Fire"                    | 21                           | —                            | 64                           | Eyes Don't Lie                |
| 1991                                             | "Sure Lookin'"                         | 54                           | —                            | —                            | Eyes Don't Lie                |
| 1991                                             | "Love Will Survive"                    | —                            | 24                           | —                            | Eyes Don't Lie                |
| 2004                                             | "Breeze On By"                         | —                            | 37                           | 8                            | What I Meant to Say           |
| "—" indica que o single não alcançou as paradas. |                                        |                              |                              |                              |                               |

#### Colaborações com Marie Osmond
| Ano                                              | Single                              | Máximas posições nas paradas | Máximas posições nas paradas | Máximas posições nas paradas | Máximas posições nas paradas | Álbum                                                   |
| Ano                                              | Single                              | EUA                          | Adult Contemporary dos EUA   | Country dos EUA              | RU                           | Álbum                                                   |
| ------------------------------------------------ | ----------------------------------- | ---------------------------- | ---------------------------- | ---------------------------- | ---------------------------- | ------------------------------------------------------- |
| 1974                                             | "I'm Leavin' it (All) up to You"    | 4                            | 1                            | 17                           | 2                            | I'm Leavin' it All up to You                            |
| 1974                                             | "Morning Side of the Mountain"      | 8                            | 1                            | —                            | 5                            | I'm Leavin' it All up to You                            |
| 1975                                             | "Make the World Go Away"            | 44                           | 31                           | 71                           | 18                           | Make the World Go Away                                  |
| 1975                                             | "Deep Purple"                       | 14                           | 8                            | —                            | 25                           | Donny & Marie: Com canções do programa televisivo deles |
| 1976                                             | "Ain't Nothing Like the Real Thing" | 21                           | 17                           | —                            | —                            | New Season                                              |
| 1977                                             | "(You're My) Soul and Inspiration"  | 38                           | 18                           | —                            | —                            | Winning Combinations                                    |
| 1978                                             | "Baby, I'm Sold on You"             | —                            | —                            | —                            | —                            | Winning Combinations                                    |
| 1978                                             | "I Want to Give You My Everything"  | —                            | —                            | —                            | —                            | Winning Combinations                                    |
| 1978                                             | "On the Shelf"                      | 38                           | 25                           | —                            | —                            | Goin' Coconuts                                          |
| "—" indica que o single não alcançou as paradas. |                                     |                              |                              |                              |                              |                                                         |